# Yos Sudarso

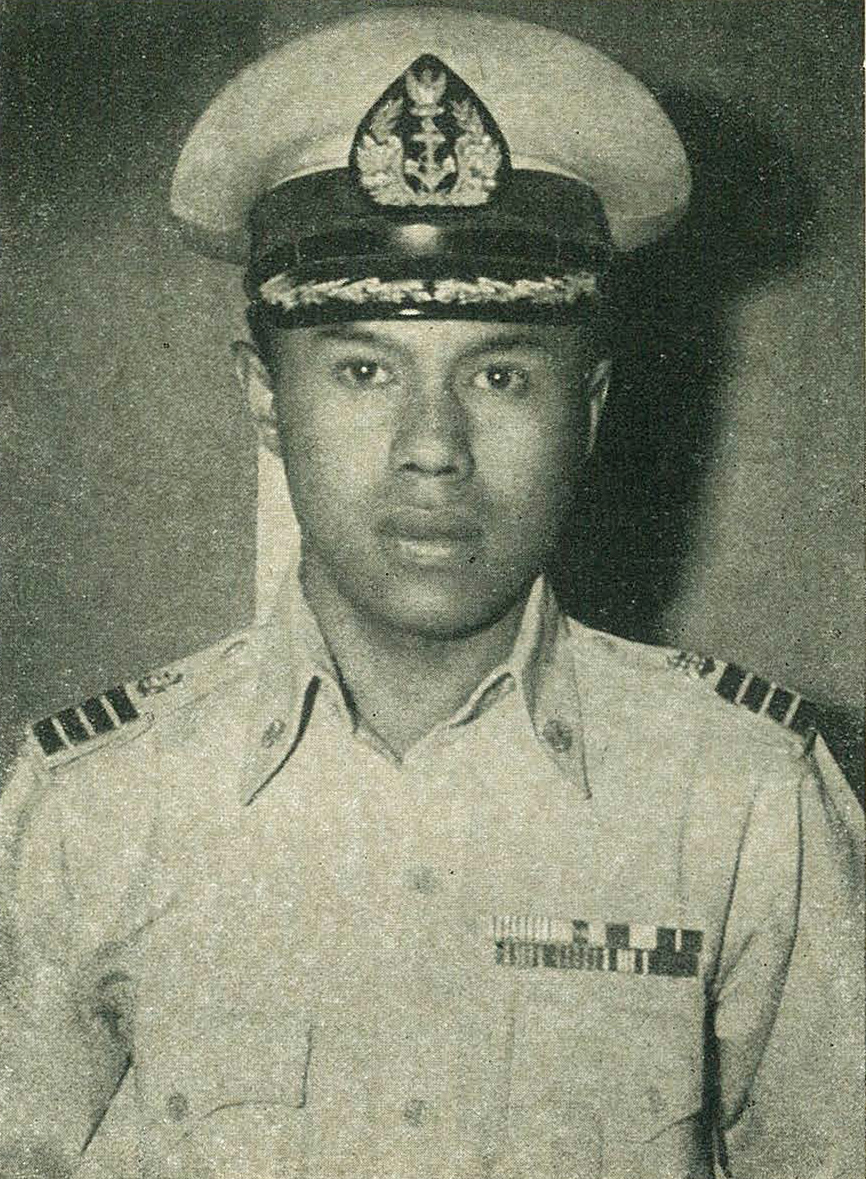

Comodoro Yosaphat "Yos" Sudarso (24 de novembro de 1925 - 15 de janeiro de 1962) foi um oficial naval indonésio morto na Batalha do Mar de Arafura. Na época de sua morte, Yos Sudarso era vice-chefe do Estado-Maior da Marinha da Indonésia e encarregado de uma ação para se infiltrar na Nova Guiné Holandesa. Foi promovido a vice-almirante postumamente.
Yos Sudarso foi proclamado como Herói Nacional da Indonésia.